# Charles Glachant
Charles Floride Glachant, né le 16 mars 1826 à Paris et mort le 25 décembre 1889 à Paris 16e, était un professeur agrégé de Lettres, inspecteur général de l’Instruction Publique, directeur de cabinet du ministre Victor Duruy.

## Biographie
Fils de Charles Alphonse, négociant à Paris, originaire de Noyelles-en-Chaussée, et de Flore Legavrian, Charles Glachant entre à l’École normale supérieure de Paris en 1845 avant d’être reçu 4e à l’agrégation de lettres trois ans plus tard.
Nommé professeur au lycée de Chaumont[Où ?] puis au Lycée de Laval en 1849, Glachant est chargé, en septembre 1852, d’un cours de rhétorique au lycée Stanislas, ce qui lui permet de rejoindre la capitale.
Il est nommé deux ans plus tard professeur adjoint au lycée Louis-le-Grand avant d’y être promu, en janvier 1857, professeur de 3e classe puis, en décembre 1859, de 2e classe.
Son mariage, en janvier 1863, avec Gabrielle, une des filles de Victor Duruy, lui ouvre les portes des milieux politiques et surtout celle des cabinets ministériels. C’est en effet en juin de la même année que Duruy est nommé par l’empereur Napoléon III ministre de l’instruction publique.
Victor Duruy, comme le font beaucoup de ministres de cette époque, choisit, pour composer son équipe, une partie de ses proches. Ainsi, si Anatole, son fils, devient son secrétaire particulier, son gendre se voit confier la direction de son cabinet.
Profitant d’une remarquable stabilité - le ministère Duruy sera un des plus longs de l’histoire de l’éducation en France – Charles Glachant seconde avec efficacité son énergique et très actif beau-père, non sans laisser une trace profonde dans l’organisation des enseignements, legs que la République prochaine saura habilement faire fructifier.
Nommé directeur du personnel le octobre 1864, Glachant reçoit beaucoup de marques de reconnaissance alors qu’il est en fonctions. Chevalier de la Légion d'honneur en août 1864, il est nommé inspecteur général en février 1866, charge qu’il retrouve lorsque Victor Duruy est remplacé le 17 juillet 1869 au ministère de l'instruction publique par Maurice Richard.
Charles Glachant intervient ensuite régulièrement dans les questions d’enseignement qui agitent la nouvelle République, s’intéressant aux conditions d’alphabétisation du pays, notamment au sein de ses colonies.
Il meurt à Paris, en décembre 1889, à l’âge de 63 ans.
Les archives personnelles de Charles Glachant sont conservés aux Archives nationales sous la cote 114 AP.

## Sources
- Jean-Charles Geslot, « Victor Duruy », 2009, Septentrion, Paris.